# Врбањ
Врбањ је насељено место у саставу града Старог Града, на острву Хвару, Сплитско-далматинска жупанија, Република Хрватска.

## Историја
До територијалне реорганизације у Хрватској налазио се у саставу старе општине Хвар.

## Становништво
На попису становништва 2011. године, Врбањ је имао 498 становника.
| Број становника по пописима | Број становника по пописима | Број становника по пописима | Број становника по пописима | Број становника по пописима | Број становника по пописима | Број становника по пописима | Број становника по пописима | Број становника по пописима | Број становника по пописима | Број становника по пописима | Број становника по пописима | Број становника по пописима | Број становника по пописима | Број становника по пописима | Број становника по пописима |
| --------------------------- | --------------------------- | --------------------------- | --------------------------- | --------------------------- | --------------------------- | --------------------------- | --------------------------- | --------------------------- | --------------------------- | --------------------------- | --------------------------- | --------------------------- | --------------------------- | --------------------------- | --------------------------- |
| 1857                        | 1869                        | 1880                        | 1890                        | 1900                        | 1910                        | 1921                        | 1931                        | 1948                        | 1953                        | 1961                        | 1971                        | 1981                        | 1991                        | 2001                        | 2011                        |
| 875                         | 933                         | 1.024                       | 1.267                       | 1.391                       | 1.243                       | 1.264                       | 1.180                       | 991                         | 1.006                       | 966                         | 786                         | 661                         | 595                         | 489                         | 498                         |

### Попис1991.
На попису становништва 1991. године, насељено место Врбањ је имало 595 становника, следећег националног састава:
| Попис 1991.‍  | Попис 1991.‍  | Попис 1991.‍ | Попис 1991.‍ | Попис 1991.‍ |
| ------------ | ------------ | ----------- | ----------- | ----------- |
|              |              |             |             |             |
| Хрвати       | Хрвати       |             | 578         | 97,14%      |
| Словаци      | Словаци      |             | 1           | 0,16%       |
| Словенци     | Словенци     |             | 1           | 0,16%       |
| Срби         | Срби         |             | 1           | 0,16%       |
| Чеси         | Чеси         |             | 1           | 0,16%       |
| остали       | остали       |             | 1           | 0,16%       |
| неопредељени | неопредељени |             | 4           | 0,67%       |
| непознато    | непознато    |             | 8           | 1,34%       |
| укупно: 595  |              |             |             |             |